# دوتاستيرايد
دوتاستيرايد (والذي يباع بالاسم التجاري أفودارت Avodart بالإضافة لأسماء تجارية أخرى) هو دواء يستخدم لمعالجة ضخامة البروستات عند الرجال. ويمكن استعماله أيضا لعلاج تساقط شعر الرأس عند الرجال وزيادة نمو الشعر عند النساء وكجزء من العلاج الهرموني عند النساء متحولات الجنس. يؤخذ عبر الفم.
إن تأثيراته الجانبية عادة معتدلة. حذرت إدارة الغذاء والدواء الأمريكية من أن الدواء يزيد من خطورة الإصابة بأشكال نادرة من سرطان البروستات وأن بعض الرجال قد يتعرضون للإصابة بالعجز الجنسي أو الاكتئاب أو الأرق أو تضخم الثديين.
ينتمي دوتاستيرايد لزمرة مثبطات أنزيم 5 ألفا ريدكتاز ويعمل عبر إنقاص إنتاج دي هيدروتستوستيرون (DHT)، وهو هرمون جنسي ذكوري، في أجزاء معينة من الجسم مثل غدة البروستات وفروة الرأس. يثبط الدوتاستيرايد كل أشكال الأنزيم 5 ألفا ريدكتاز ويمكن أن ينقص تركيز DHT في الدم بنسبة تصل إلى 98%.